# San Juanito (ort i Colombia, Meta, lat 4,51, long -72,97)
San Juanito är en ort i Colombia.   Den ligger i departementet Meta, i den centrala delen av landet, 120 km öster om huvudstaden Bogotá. San Juanito ligger 210 meter över havet och antalet invånare är 396.
Terrängen runt San Juanito är platt. Runt San Juanito är det glesbefolkat, med 8 invånare per kvadratkilometer. Närmaste större samhälle är Barranca de Upía, 6,6 km norr om San Juanito. Omgivningarna runt San Juanito är huvudsakligen savann.